# Endostyl

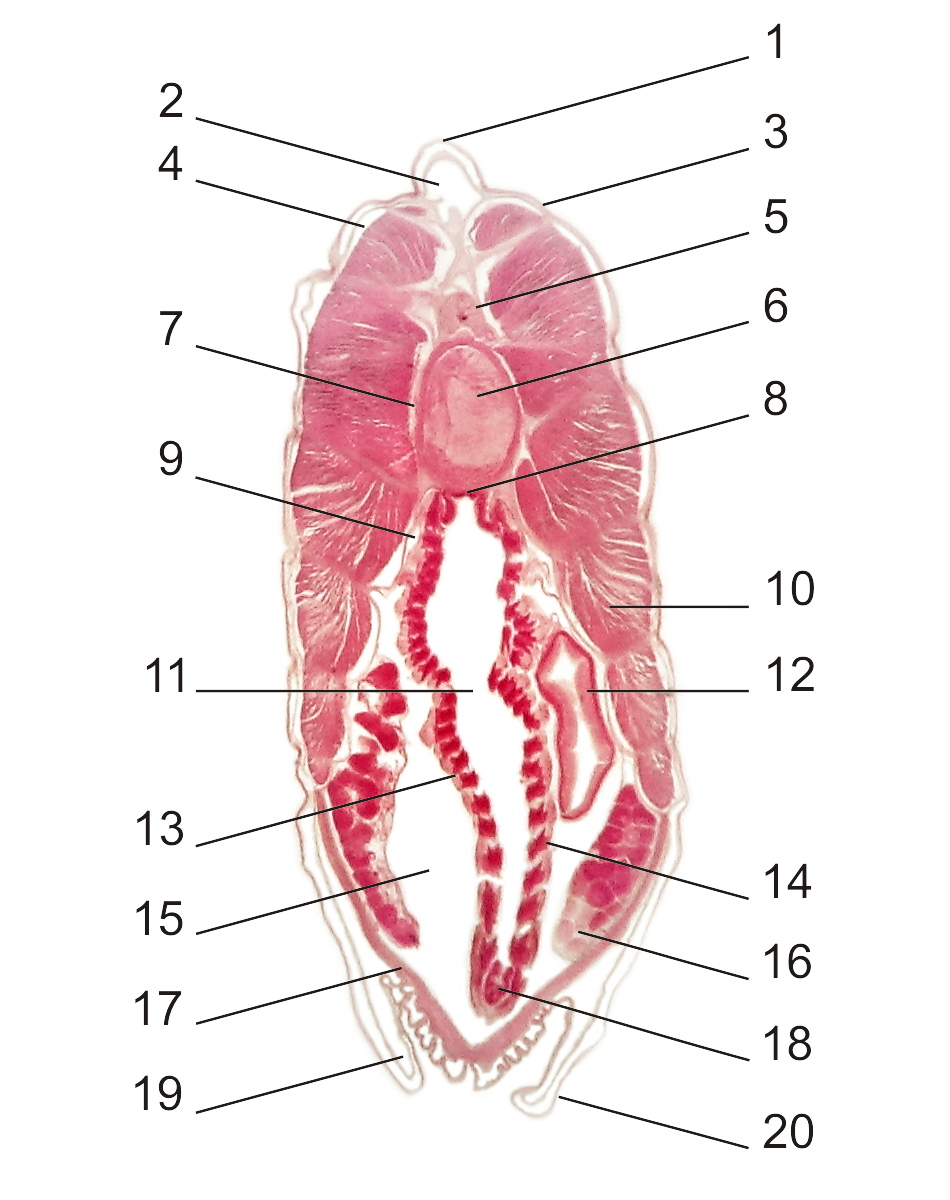
Průřez tělem kopinatce; (6) je chorda, (11) je hltan, (18) je endostyl

Endostyl je orgán ve stěně hltanu kopinatců, pláštěnců a u larev mihulí (minoh). Je jedním z charakteristických znaků strunatců, přestože u obratlovců jej nahrazuje funkčně odlišná endokrinní štítná žláza. Endostyl je řada rýh v hltanu, v nichž se nachází slizové žlázky. Produkuje, podobně jako z něj vzniklá štítná žláza, látky bohaté na jód. Sliz obaluje potravní částice a posunuje je dál do dalších částí trávicí trubice.